# Miniopterus fraterculus
Miniopterus fraterculus là một loài động vật có vú trong họ Dơi muỗi, bộ Dơi. Loài này được Thomas & Schwann mô tả năm 1906.